# Amaro Montenegro
Amaro Montenegro es un amaro tradicional de Bolonia, Italia. Está fabricado con cuarenta hierbas. 

## Historia
Comenzó a ser producido por Stanislao Cobianchi en 1885 y era originalmente llamado Elisir Lungavita. En 1896, fue rebautizado como Amaro Montenegro en referencia a la princesa Elena de Montenegro, quien estaba casada con el futuro Víctor Manuel III de Italia. Su producción tiene lugar en la fábrica de San Lazzaro di Savena (Bologna).

## Proceso de producción
Las cuarenta hierbas son de cuatro continentes. Algunas de estas son aromáticas del Mediterráneo, como cilantro y artemisia, así como algunos plantas aromáticas, orégano y mayorana, con naranjas amargas y dulces, nuez moscada, clavo y canela. Las hierbas pasan por tres formas diferentes de extracción: hervor, maceración y destilación.
Después esto, se agregan doce esencias, además de un elemento final llamado Premio.